# Arbeitsinhalt
Arbeitsinhalt sind in der Organisationslehre alle zur Ausführung einer Aufgabe notwendigen Tätigkeiten. 

## Allgemeines
Nach § 106 GewO darf der Arbeitgeber kraft Weisungsrechts den Inhalt der Arbeitsleistung des Arbeitnehmers nach billigem Ermessen näher bestimmen. Er konkretisiert damit den im Arbeitsvertrag in der Regel nur allgemein beschriebenen Arbeitsinhalt. Dazu bedarf es zunächst eines Arbeitszerlegungsprozesses, der die Arbeitsaufgaben im Rahmen einer Arbeitsanalyse und -synthese in kleinste Ablaufabschnitte, die so genannten Elementaraufgaben, zerlegt. Daraus ergibt sich eine Ablauffolge mehrerer voneinander abhängiger Teilschritte zu einem zusammenhängenden Arbeitsablauf. Die zum Arbeitsablauf zusammengefügten Arbeitsschritte werden zu einer Stellenbeschreibung zusammengefasst, die den Arbeitsinhalt für alle Mitarbeiter transparent macht.
Zum Arbeitsinhalt gehört neben den zu erfüllenden Aufgaben auch die Nutzung von Sachmitteln, die Kooperation mit anderen Stellen, der Austausch von Informationen und die Beachtung von Gesetzen und betriebsinternen Arbeitsanweisungen.

## Arbeitsteilung
Um nicht einem Arbeitsplatz zu umfangreiche Arbeitsinhalte zuzuordnen, hat die Arbeitsteilung das Ziel, jedem Arbeitsplatz einen eng begrenzten, kontrollierbaren Arbeitsinhalt zuzuweisen. Hierbei entstehen eindeutig formulierte Komponenten von Arbeitsaufgaben, wobei die Arbeitsteilung für den Arbeitsinhalt von besonderer Bedeutung ist. Je höher die Arbeitsteilung ausfällt, umso geringer ist der Arbeitsinhalt pro Arbeitsplatz und umgekehrt. Damit führt die Arbeitsteilung zur Spezialisierung. Bei der Jobrotation wechseln hingegen Arbeitnehmer den Arbeitsplatz, dessen Arbeitsinhalt jedoch unverändert bleibt. Dadurch sind die Arbeitnehmer mit anderen Arbeitsinhalten konfrontiert. Im Rahmen der Taktabstimmung versucht man die Arbeitsinhalte so zu verteilen, dass an allen Arbeitsplätzen des Arbeitssystems die Arbeitsinhalte möglichst gleichmäßig sind.

## Arbeitsmotivation
Nach der Zwei-Faktoren-Theorie von Frederick Herzberg beeinflussen Motivatoren die Arbeitsmotivation und damit die Arbeitsleistung und kommen schwerpunktmäßig aus dem Arbeitsinhalt. Neben Anerkennung, Erfolgserlebnis, Aufstiegsperspektive, Entwicklungschancen und Verantwortung ist Herzberg zufolge der Arbeitsinhalt ein wichtiger Motivator. Für die Mitarbeiter ergibt sich beim One-Piece-Flow durch die größeren, vielleicht vollständigen Arbeitsinhalte eine erhöhte Arbeitsmotivation (siehe Arbeitsstrukturierung). Ob eine Arbeit monoton oder abwechslungsreich ist, zielt auf den Arbeitsinhalt ab, der eine Bedingung von Zufriedenheit oder Unzufriedenheit darstellt. Monotone Arbeitsinhalte, die insbesondere durch Spezialisierung entstanden sind, führen zu Unzufriedenheit. Sie sind durch eine inhaltlich gleichförmige Arbeitsaufgabe gekennzeichnet, die nur geringe Anforderungen stellt, und dennoch anhaltende Konzentration verlangen kann. Jobenrichment als vertikale Umstrukturierung der Arbeitsinhalte soll der Monotonie mittels Erweiterung des Arbeitsinhalts durch zusätzliche Planungs- oder Kontrollfunktionen entgegenwirken, Jobenlargement durch horizontale Erweiterung des Inhalts in Form von zusätzlichen Aufgaben von Nachbargebieten.